# Bruno Giorgi (football)
Pour les articles homonymes, voir Bruno Giorgi et Giorgi.
Bruno Giorgi (né le 20 novembre 1940 à Pavie et mort le 22 septembre 2010 à Reggio d'Émilie) est un joueur et entraîneur italien de football.